# ترايسكوفتسي
ترايسكوفتسي (بالبلغارية: Трапесковци)‏ قرية تقع إدارياً ضمن بلدية غابروفو ‏ في بلغاريا. ويبلغ عدد سكانها 12 نسمة حسب تعداد 15 مارس 2015. تعتمد ترايسكوفتسي للبريد على الرمز البريدي 5349.